# Campionati svizzeri di sci alpino 1997
I Campionati svizzeri di sci alpino 1997 si svolsero a Zinal dal 21 al 26 marzo. Il programma incluse gare di discesa libera, supergigante, slalom gigante, slalom speciale e combinata, sia maschili sia femminili.
Oltre agli sciatori svizzeri, poterono concorrere al titolo anche gli sciatori di nazionalità liechtensteinese, mentre gli atleti delle altre federazioni, pur prendendo parte alle competizioni, potevano ottenere solo prestazioni valide ai fini del punteggio FIS.

## Risultati

### Uomini

#### Discesa libera
| Pos. | Atleta                | Nazione  | Tempo   |
| ---- | --------------------- | -------- | ------- |
| 1    | William Besse         | Svizzera | 1:19,17 |
| 2    | Bruno Kernen          | Svizzera | 1:19,41 |
| 3    | Paul Accola           | Svizzera | 1:19,46 |
| 4    | Hansueli Tschiemer    | Svizzera | 1:19,75 |
| 5    | Franco Cavegn         | Svizzera | 1:19,87 |
| 6    | Michael Brunner       | Germania | 1:20,14 |
| 7    | Max Rauffer           | Germania | 1:20,31 |
| 8    | Silvano Beltrametti   | Svizzera | 1:20,76 |
| 9    | Christian Prassberger | Germania | 1:20,90 |
| 9    | Marcel Sulliger       | Svizzera | 1:20,90 |

Data: 21 marzo

#### Supergigante
| Pos. | Atleta              | Nazione  | Tempo   |
| ---- | ------------------- | -------- | ------- |
| 1    | Paul Accola         | Svizzera | 1:18,37 |
| 2    | Bruno Kernen        | Svizzera | 1:19,19 |
| 3    | William Besse       | Svizzera | 1:19,38 |
| 4    | Didier Défago       | Svizzera | 1:19,40 |
| 5    | Franco Cavegn       | Svizzera | 1:19,47 |
| 6    | Jürg Grünenfelder   | Svizzera | 1:20,16 |
| 7    | Silvano Beltrametti | Svizzera | 1:20,21 |
| 8    | Ambrosi Hoffmann    | Svizzera | 1:20,23 |
| 9    | Max Rauffer         | Germania | 1:20,25 |
| 10   | René Stössel        | Svizzera | 1:20,53 |

Data: 22 marzo

#### Slalom gigante
| Pos. | Atleta               | Nazione       | Tempo   |
| ---- | -------------------- | ------------- | ------- |
| 1    | Michael von Grünigen | Svizzera      | 2:18,50 |
| 2    | Steve Locher         | Svizzera      | 2:18,91 |
| 3    | Bruno Kernen         | Svizzera      | 2:19,57 |
| 4    | Urs Kälin            | Svizzera      | 2:19,81 |
| 5    | Achim Vogt           | Liechtenstein | 2:19,94 |
| 6    | Paul Accola          | Svizzera      | 2:20,27 |
| 7    | Jürg Grünenfelder    | Svizzera      | 2:20,36 |
| 8    | Marco Büchel         | Liechtenstein | 2:20,65 |
| 9    | Thomas Geisser       | Svizzera      | 2:21,03 |
| 10   | Tobias Grünenfelder  | Svizzera      | 2:21,27 |

Data: 25 marzo

#### Slalom speciale
| Pos. | Atleta               | Nazione       | Tempo   |
| ---- | -------------------- | ------------- | ------- |
| 1    | Michael von Grünigen | Svizzera      | 1:30,07 |
| 1    | Andrea Zinsli        | Svizzera      | 1:30,07 |
| 3    | Paul Accola          | Svizzera      | 1:30,64 |
| 4    | Köbi Wyssen          | Svizzera      | 1:31,20 |
| 5    | Martin Stocker       | Austria       | 1:31,21 |
| 6    | Urs Imboden          | Svizzera      | 1:31,60 |
| 7    | Bruno Kernen         | Svizzera      | 1:31,93 |
| 8    | Markus Ganahl        | Liechtenstein | 1:33,21 |
| 9    | Stephan Görgl        | Austria       | 1:33,36 |
| 10   | Silvano Beltrametti  | Svizzera      | 1:33,59 |

Data: 26 marzo

#### Combinata
| Pos. | Atleta      | Nazione  |
| ---- | ----------- | -------- |
| 1    | Paul Accola | Svizzera |
| 2    | ?           | ?        |
| 3    | ?           | ?        |

### Donne

#### Discesa libera
| Pos. | Atleta            | Nazione  | Tempo   |
| ---- | ----------------- | -------- | ------- |
| 1    | Sylviane Berthod  | Svizzera | 1:19,39 |
| 2    | Heidi Zurbriggen  | Svizzera | 1:19,54 |
| 3    | Catherine Borghi  | Svizzera | 1:19,94 |
| 4    | Marlies Oester    | Svizzera | 1:20,37 |
| 5    | Monika Tschirky   | Svizzera | 1:20,71 |
| 6    | Nadia Styger      | Svizzera | 1:20,81 |
| 7    | Lilian Kummer     | Svizzera | 1:21,42 |
| 8    | Christiane Gredig | Svizzera | 1:22,17 |
| 9    | Céline Dätwyler   | Svizzera | 1:22,24 |
| 10   | Linda Alpiger     | Svizzera | 1:22,29 |

Data: 21 marzo

#### Supergigante
| Pos. | Atleta           | Nazione   | Tempo   |
| ---- | ---------------- | --------- | ------- |
| 1    | Monika Tschirky  | Svizzera  | 1:08,68 |
| 2    | Catherine Borghi | Svizzera  | 1:08,90 |
| 3    | Sylviane Berthod | Svizzera  | 1:09,06 |
| 4    | Marlies Oester   | Svizzera  | 1:09,25 |
| 5    | Laura Schelbert  | Svizzera  | 1:09,33 |
| 6    | Céline Dätwyler  | Svizzera  | 1:09,50 |
| 7    | Ella Alpiger     | Svizzera  | 1:09,65 |
| 8    | Alice Jones      | Australia | 1:09,85 |
| 9    | Nadia Styger     | Svizzera  | 1:10,02 |
| 10   | Ines Zenhäusern  | Svizzera  | 1:10,09 |

Data: 22 marzo

#### Slalom gigante
| Pos. | Atleta                | Nazione       | Tempo   |
| ---- | --------------------- | ------------- | ------- |
| 1    | Karin Roten           | Svizzera      | 2:36,76 |
| 2    | Katrin Neuenschwander | Svizzera      | 2:37,63 |
| 3    | Sylviane Berthod      | Svizzera      | 2:38,05 |
| 4    | Catherine Borghi      | Svizzera      | 2:39,00 |
| 5    | Gabriela Zingre-Graf  | Svizzera      | 2:39,34 |
| 6    | Birgit Heeb           | Liechtenstein | 2:39,38 |
| 7    | Ruth Kündig           | Svizzera      | 2:39,92 |
| 8    | Lilian Kummer         | Svizzera      | 2:40,39 |
| 9    | Jeanette Collenberg   | Svizzera      | 2:40,43 |
| 10   | Nadia Styger          | Svizzera      | 2:40,44 |

Data: 24 marzo

#### Slalom speciale
| Pos. | Atleta                | Nazione       | Tempo   |
| ---- | --------------------- | ------------- | ------- |
| 1    | Gabriela Zingre-Graf  | Svizzera      | 1:32,73 |
| 2    | Martina Accola        | Svizzera      | 1:32,91 |
| 3    | Catherine Borghi      | Svizzera      | 1:32,98 |
| 4    | Katrin Neuenschwander | Svizzera      | 1:33,51 |
| 5    | Corina Grünenfelder   | Svizzera      | 1:33,69 |
| 6    | Sandra Reymond        | Svizzera      | 1:34,38 |
| 7    | Lilian Kummer         | Svizzera      | 1:34,62 |
| 8    | Dominique Gruber      | Svizzera      | 1:35,26 |
| 9    | Dominique Pilloud     | Svizzera      | 1:35,67 |
| 10   | Diana Fehr            | Liechtenstein | 1:35,69 |

Data: 23 marzo

#### Combinata
| Pos. | Atleta           | Nazione  |
| ---- | ---------------- | -------- |
| 1    | Catherine Borghi | Svizzera |
| 2    | ?                | ?        |
| 3    | ?                | ?        |